# Aslambek Aslakhanov
Aslambek Aslakhanov (Асламбек Ахметович Аслаханов; 14 de março de 1942 – 11 de agosto de 2024) foi um político russo. Serviu como deputado da Duma representando a Tchetchênia e senador do Conselho da Federação por Omsk. Ele trabalhou como conselheiro e assessor do presidente russo Vladimir Putin. Ele foi um general do Ministério de Assuntos Internos (Rússia).

## História
Aslakhanov nasceu em 14 de março de 1942, na cidade Novye Atagi. Ele se formou no Instituto Pedagógico de Kharkov em 1967 e, em 1981, se formou na Academia Militar da URSS. Ele começou como recapador de asfalto em 1959, e serviu ao exército soviético de 1962 até 1965. Em 1967, começou a trabalhar nos órgãos do Ministério do Interior da URSS e do Ministério do Interior russo.
Aslakhanov morreu em 11 de agosto de 2024, aos 82 anos.